# Jan Linsen
Jan Linsen (* um 1602/03 wahrscheinlich in Hoorn; † 26. Mai 1635 in Hoorn) war ein holländischer Maler.
Seltener holländischer Maler von Landschaftsbildern mit vorwiegend mythologischer und religiöser Staffage. Über seine nähere Herkunft und Ausbildung ist nichts bekannt. Beeinflusst wurde er unter anderem von Bartholomeus Breenbergh, mit dem er auch eng befreundet war. Weitere künstlerische Vorbilder waren Cornelis van Poelenbergh, Dirck van der Lisse und Paul Bril. Zwischen 1624 und 1626 weilte er in Rom. 1635 starb er mit 33 Jahren bei einer Kneipenrauferei.
Von Jan Linsen lassen sich nur sehr wenige Bilder nachweisen.

## Werke
- Berlin, Schloss Charlottenburg
  - Italienische Landschaft mit Ruinen und Ziegen. 1634
- Bremen, Kunsthalle
  - Pallas Athene unter den Musen.
- Hoorn, Westfries Museum
  - Eliëzer und Rebekka am Brunnen. 1629 (das Bild wurde mit mehreren anderen Bildern in der Nacht von 9. zum 10. Januar 2005 gestohlen)
- Paris, Musée National du Louvre
  - Landschaft mit Orpheus.

| Personendaten    | Personendaten       |
| ---------------- | ------------------- |
| NAME             | Linsen, Jan         |
| KURZBESCHREIBUNG | holländischer Maler |
| GEBURTSDATUM     | um 1602             |
| GEBURTSORT       | Hoorn               |
| STERBEDATUM      | 26. Mai 1635        |
| STERBEORT        | Hoorn               |